# Agnolo di Taddeo Gaddi

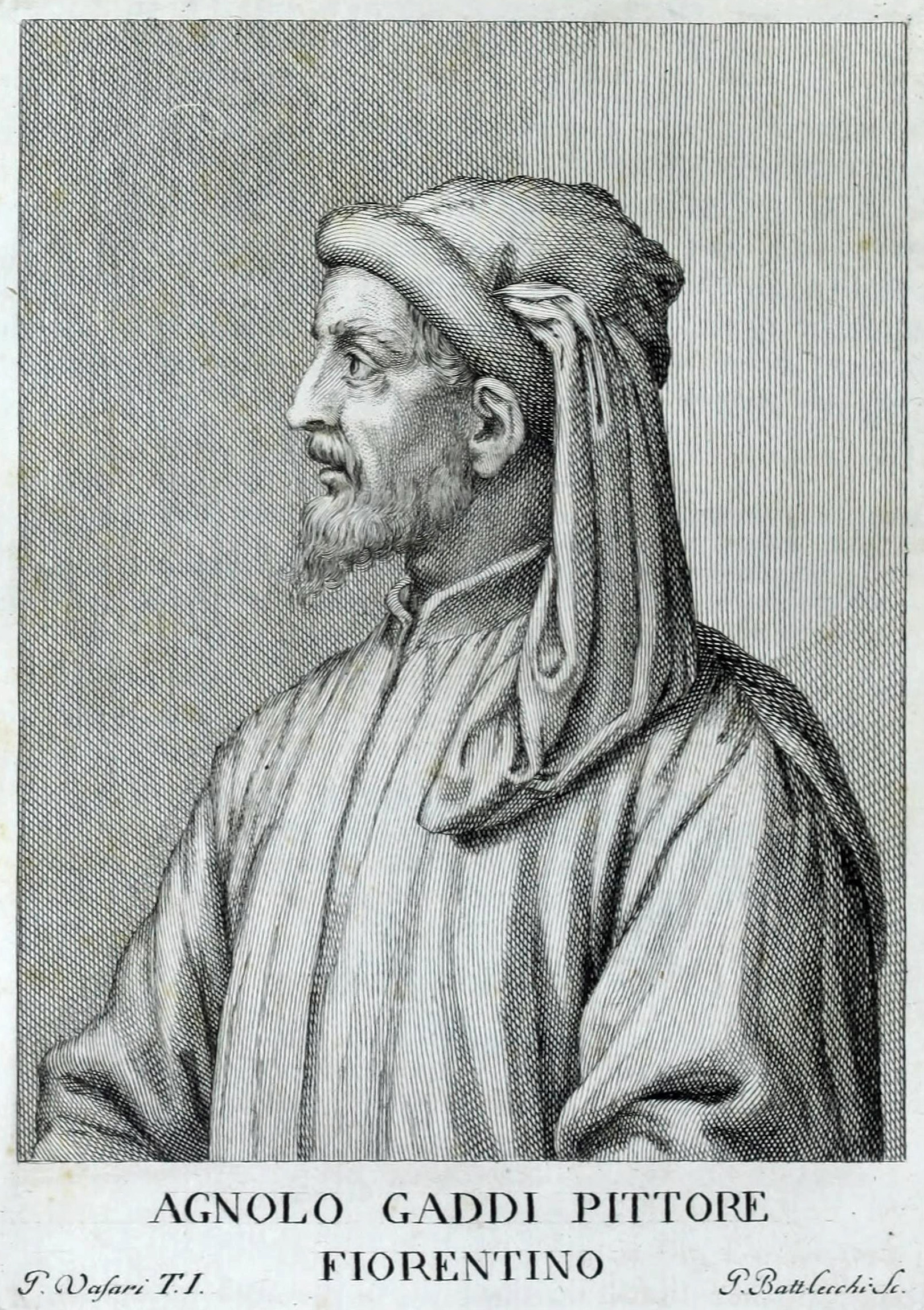
Agnolo Gaddi

Agnolo di Taddeo Gaddi, född omkring 1350, död 1396 i Florens, var en italiensk konstnär. Han var son och lärjunge till Taddeo Gaddi.
Agnolo di Taddeo Gaddi var den siste representanten för Giottotraditionen. Han målade i början av 1390-talet i Santa Croce, Florens en cykel med fresker med det heliga korsets legend.